# Athanarich
Athanarich († 21. Januar 381 in Konstantinopel) war ein Anführer der Terwingen in der zweiten Hälfte des 4. Jahrhunderts. Er wurde besonders bekannt wegen des Krieges gegen den Kaiser des römischen Ostreiches Valens und seiner Christenverfolgungen. Seine Bedeutung liegt zudem darin, dass er der erste Herrscher der Goten war, über den eine ganze Reihe von Details bekannt ist.
Die Terwingen, wie die Westgoten zu dieser Zeit genannt wurden, siedelten seit Ende des 3. Jahrhunderts in Dakien außerhalb des Römischen Reiches. War die Lage an der Donau bis dahin relativ ruhig, so kam es ab 365 zu Konflikten zwischen Römern und Terwingen.
Während Valens sich auf einem Feldzug befand, usurpierte in Konstantinopel Procopius den Thron. Dieser forderte von den Terwingen vertragsgemäß Truppen an. Als terwingische Soldaten im Jahr 366 in Konstantinopel ankamen, war Procopius allerdings bereits tot. Dem neuen Usurpator Marcellus verweigerten die Terwingen die Unterstützung und zogen wieder ab. Auf dem Rückweg wurden sie von römischen Truppen in Thrakien festgesetzt. Als Valens, zurück in Konstantinopel, Marcellus entmachtet hatte, nahm er die Unterstützung der Terwingen als Anlass zum Krieg zu rüsten.
Der Stammesrat der Terwingen, der sich aus Vertretern einer nicht bekannten Anzahl von Kleinstämmen oder Unterabteilungen, kunja genannt zusammensetzte, und der in Friedenszeiten die Terwingen führte, wählte den möglicherweise zur Sippe der Balthen gehörenden Athanarich zum Richter, kindins. Als solcher war er ein Monarch auf Zeit, der das Gebiet des Stammes nicht verlassen durfte. Seine Aufgabe war die Abwehr äußerer Bedrohung. Für die Führung bei Kämpfen jenseits ihres Gebietes bestimmten die Terwingen – wer und in welcher Art von Verfahren dies geschah, bleibt unklar – einen Heerführer.

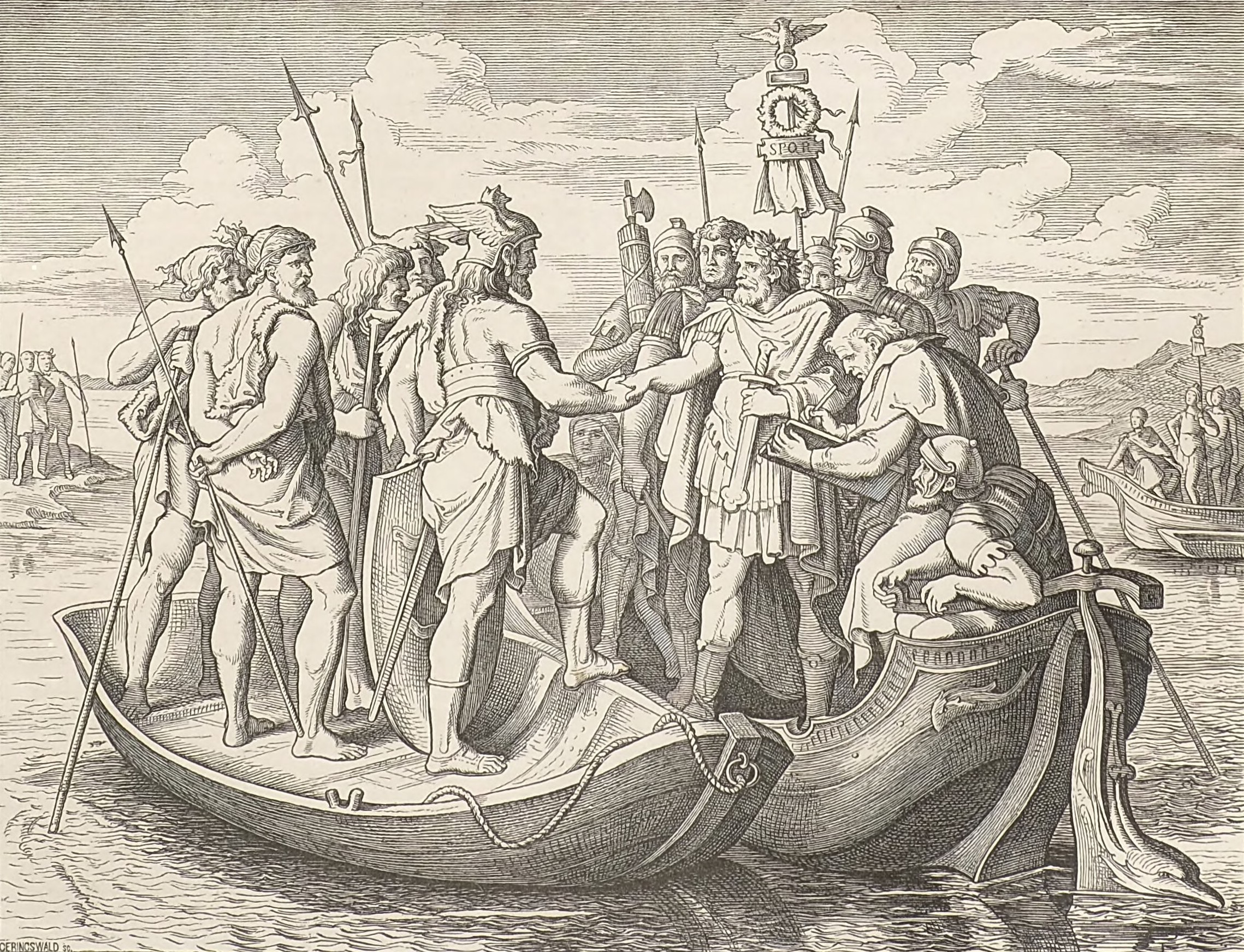
Athanarich und Kaiser Valens treffen sich auf der Donau – Illustration nach Eduard Bendemann aus dem 19. Jahrhundert

Im folgenden Jahr, 367, begann der Krieg. Ab dem Frühjahr rückten römische Truppen über die Donau nach Dakien ein. Athanarich wich einer direkten Konfrontation aus. Die Römer verwüsteten das Land und zogen am Jahresende wieder ab. Durch eine katastrophale Überschwemmung im Jahr 368 wurde zwar die Fortführung des Krieges verhindert, die Versorgungslage der Terwingen jedoch gleichzeitig dramatisch verschlechtert. Als die Römer im Folgejahr erneut die Donau überschritten, war Athanarich daher zu Verhandlungen bereit. Da er gemäß seinem Schwur kein römisches Territorium betreten durfte, traf er sich mit dem römischen Kaiser Valens auf einem Schiff mitten in der Donau. Schließlich unterbreitete er ein Friedensangebot, dem Valens zustimmte. Der ausgehandelte Vertrag stellte die Terwingen etwas schlechter als der bis dahin gültige Vertrag von 332.
Bis 372 kam es auf Befehl Athanarichs zur systematischen Christenverfolgung gegen die starke arianische Minderheit unter den Terwingen. Die Opposition formierte sich unter Fritigern, der zum Arianismus übertrat und damit die Unterstützung Valens’ gewann. Zwischen den Jahren 372 und 376 kam es bei den Terwingen zu bürgerkriegsähnlichen Zuständen, in denen Athanarich vorerst die Oberhand behielt.
Ab 376 begann Athanarich mit Verteidigungsmaßnahmen gegen die Hunnen, möglicherweise mit einem Wallbau. Die Hunnenangriffe wurden jedoch immer heftiger und erfolgreicher. Athanarich verlor zunehmend sein Mandat, große Teile der Terwingen liefen zu Fritigern über. Dieser führte sie dann mit Erlaubnis der Römer in das Reichsgebiet. Athanarich und seine Terwingen verließen Gutþiuda und gingen in das Caucaland; für die nächsten vier Jahre existieren keinerlei Nachrichten über Athanarich.
Während seiner Abwesenheit kam es wegen der logistischen Probleme der Römer bei der Versorgung der Terwingen immer wieder zur Revolten und militärischen Konflikten. Sie mündeten schließlich in der Schlacht bei Adrianopel 378, bei der die Römer vernichtend geschlagen wurden und Valens den Tod fand.
Im Jahr 380 wurde Athanarich unter unbekannten Umständen aus dem Caucaland vertrieben, woraufhin er Schutz bei den Römern suchte. Am 11. Januar 381 traf er in Konstantinopel ein, wo er von Valens’ Nachfolger Theodosius I. ehrenvoll empfangen wurde. Am 21. Januar 381 starb Athanarich überraschend und erhielt ein glanzvolles Staatsbegräbnis.
Im Jahr 382 erhielten die Terwingen den epochalen Föderatenvertrag, der richtungweisend für die zukünftige „Barbarenpolitik“ des Reiches wurde.